# 上海市复旦中学
上海市复旦中学前身为复旦公学，创办于公元1905年，为马相伯所创办。1912年，中華民國临时大总统孙中山授令，南京临时政府批准，將建于1904年的李鸿章祠堂列为复旦公学校址。1917年，公学升格为复旦大学，中学部改为复旦大学附中（今复旦中学）。1922年大学部迁江湾，附中留原址至今。1929年遵上海市教育局令改名“上海复旦大学附属中学校” , 1946年改为“上海市私立复旦中学”。2014年，入选上海市文物保护单位。2015年4月1日，复旦中学被命名为“上海市实验性示范性高中”。

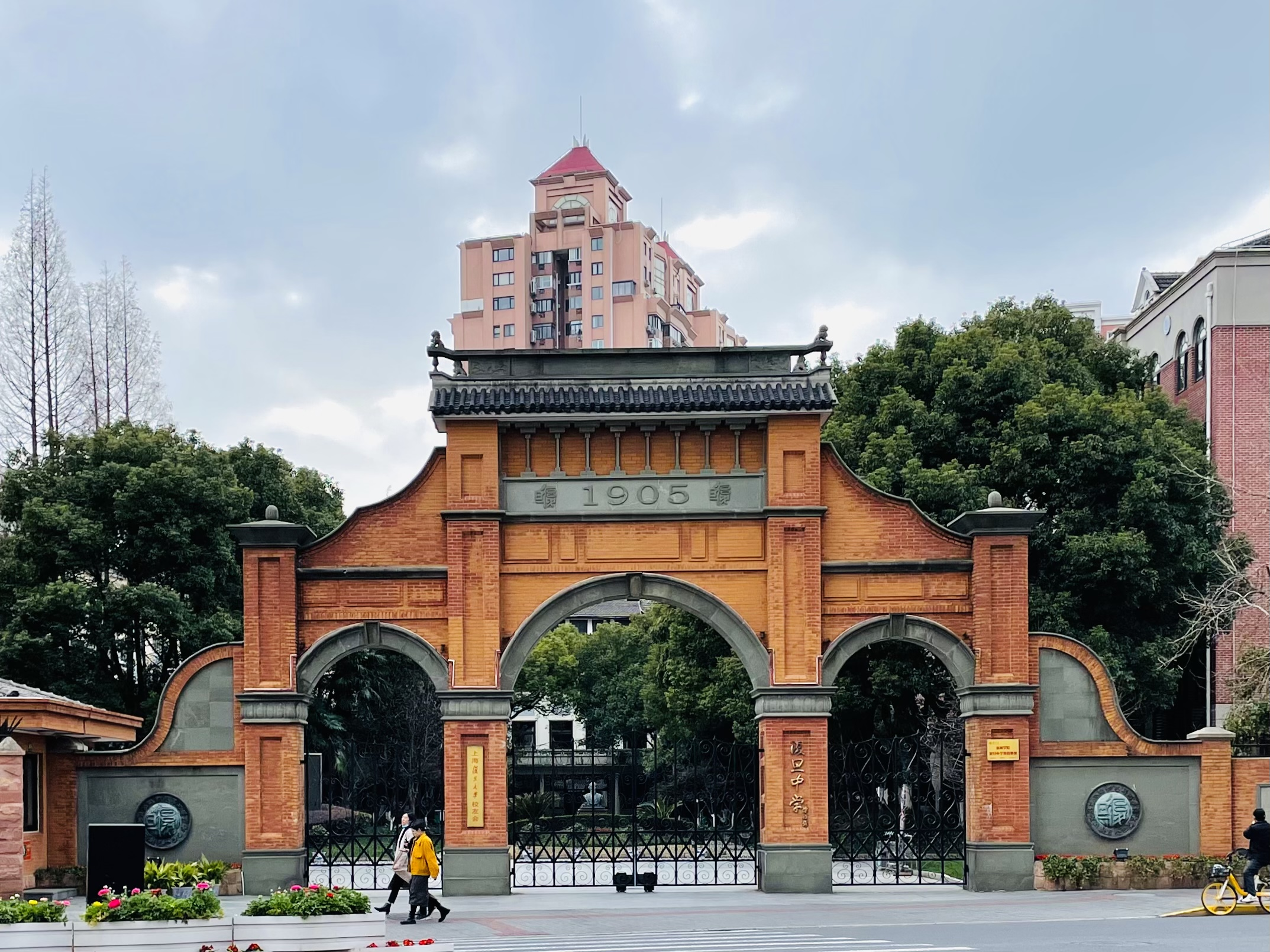
复旦中学正门

## 知名校友
- 金通尹，中国土木工程教育家
- 李庆逵，中国土壤学家、中国科学院院士